# Motion (förslag)
En motion (av latinets moveo eller movere, att röra, att sätta i rörelse) är ett förslag till beslut i en beslutande församling såsom ett parlament, en bolagsstämma eller en föreningsstämma. Motionen innehåller alltid ett förslag att ta ställning till, den kan även innehålla en motivering eller underlag till förslaget.
Motioner behandlas i organisationens högsta beslutande organ, men kan ofta beredas av verkställande organ eller utskott och kommittéer innan beslutet fattas.

## Reglering av motioner
Motioner regleras vanligen i lag, stadgar eller stiftelseurkund. Om flera regleringar förekommer gäller lagstiftningen i första hand, därefter de styrdokument som lagstiftningen pekar ut, och slutligen organisationens egna regleringar.
Typiska regleringar av motionen gäller vem som har rätt att väcka motioner, vad motionen ska innehålla, hur motionen ska utformas samt när, till vem och på vilket sätt motionen ska lämnas in.
Ofta skiljer motioner från enskilda ledamöter och medlemmar från förslag från verkställande organ såsom regeringen eller styrelsen. De senare kallas då för propositioner.

### Motionens innehåll
Den enklaste formen av en motion innehåller ett förslag till beslut, till exempel:
- Jag föreslår att vi köper nya bollar till damlaget.
- Jag yrkar att Västerås stad inför LOV för tolkservice.
- Riksdagen tillkännager för regeringen som sin mening vad som anförs i motionen om ny krigsmateriellagstiftning.

Förslaget kallas även för yrkande, och det kan finnas formkrav för hur yrkandet ska vara utformat. Ett sådant formkrav kan till exempel vara att det framgår vem som lämnat förslaget, vem som är motionär, att motionen innehåller en motivering eller att förslaget avser ett visst sakområde.
Därutöver kan motioner utökas med bakgrunds- och problembeskrivningar, diskussion om olika handlingsalternativ, motiveringar till förslaget eller argumentation. Även här kan det finnas formkrav för att motionen ska vara giltig. I många sammanhang har motioner också en viss språkdräkt som kan vara kopplad till formkrav eller organisationskultur.

### Rätt att väcka motion
Rätt att väcka motion specificeras i lag, bolagsordning eller stadgar och kan antingen vara exklusiv för ledamöterna i den beslutande församlingen eller gälla en större grupp av intressenter.
I lagstiftande och offentliga organ är det vanligt att motionsrätten är exklusiv för ledamöterna. I Sveriges riksdag kan endast riksdagsledamöter lämna motioner; i svenska kommuner och regioner kan fullmäktigeledamöter och tjänstgörande ersättare lämna motioner. 
I stora organisationer som tillämpar representativ demokrati, där lokala och regionala organisationer utser ombud till organisationens högsta beslutande organ, kan det vara önskvärt att låta fler medlemmar än enbart ombuden komma till tals. Det gäller till exempel vissa politiska partier, fackförbund och riksorganisationer. Därför tillämpar exempelvis Liberalerna, Unionen och Svenska Röda Korset fri motionsrätt för samtliga medlemmar och/eller för sina lokalföreningar.

## Olika typer av motioner
Motioner kan benämnas olika utifrån innehåll, vem som författat motionen eller i vilken ordning motionen ska hanteras. Begreppen varierar kraftigt mellan olika organisationer och parlament. Här presenteras en ofullständig lista.

### Begrepp utifrån motionär
Sveriges riksdag använder begreppen flera begrepp för att ange vem som väckt motionen:
- Enskild motion väcks av en eller flera riksdagsledamöter. Motsvarande begrepp i Storbritannien är Private Members' Bills.[17] [18]
- Partimotion väcks av en partigrupp i riksdagen, och undertecknas av partiledaren eller partiets gruppledare.
- Flerpartimotion väcks av flera partier tillsammans
- Kommittémotion väcks av ett  partis ledamöter i ett eller flera utskott[17]

På motsvarande sätt kan man tänka sig att en organisation där både medlemmar och lokalföreningar har motionsrätt skulle kunna använda begreppen medlemsmotion och föreningsmotion.

### Begrepp utifrån beslutsprocessen
- Budgetmotion är en motion till Finlands riksdag som innehåller förslag som påverkar statsbudgeten.[19]
- Early Day Motion förekommer i Westminstermodellen, och är korta motioner som lämnas in utanför den ordinarie motionstiden, för att uppmärksamma en viss sakfråga. Namnet kommer av att motionerna inte finns med i parlamentets planering, utan ledamoten ber att de ska behandlas och debatteras on an early day, det vill säga en nära förestående dag. Early Day Motions bifalls sällan, utan tjänar snarare till att lyfta sakfrågor till debatt och samla stöd för ett kommande lagförslag.[20]
- Fristående motion eller Allmänna motioner är motioner som inte är bundna till ett visst ämne. I Sveriges riksdag kan ledamöterna endast lämna fristående motioner under allmänna motionstiden; övriga perioder av året är deras motionsrätt begränsad till de specifika politiska sakområden som regeringen tar upp för behandling.[12]
- Följdmotion är en motion som lämnats på grund av någon annans förslag. Exempelvis kan svenska riksdagsledamöter lämna följdmotioner på regeringens propositioner.[12]
- Lagmotion är en motion till Finlands riksdag som innehåller förslag om stiftande av lag.[19]
- Nödmotion är en motion som får läggas fram i strid med normala regler, under vissa specifika förutsättningar. I riksdagen finns till exempel möjlighet att väcka motioner med anledning av en händelse av större vikt. Regeln är tillämplig om något oväntat inträffat som innebär att frågan inte kunnat hanteras under ordinarie motionstider. Det krävs också att minst tio ledamöter går samman om motionen.[21]
- Stadgemotion eller Stadgeändringsmotion avser ett förslag till ändringar av en organisations stadga. Ofta finns särskilda regleringar för hur dessa förslag ska behandlas.
- Åtgärdsmotion (tidigare Hemställningsmotion) är en motion till Finlands riksdag som innehåller förslag om lagberedning ska påbörjas eller att regeringen ska vidta en viss åtgärd[19][22]

## Källförteckning
1. ↑   motion i Nationalencyklopedins nätupplaga. Malmö: Nationalencyklopedin AB. https://www.ne.se/uppslagsverk/encyklopedi/l%C3%A5ng/motion-(riksdag-kommun). Läst 4 april 2021
2. 1 2  ”10 § 9 kap Riksdagsordningen (2014:801)”. Sveriges riksdag. 2014. https://www.riksdagen.se/sv/dokument-lagar/dokument/svensk-forfattningssamling/riksdagsordning-2014801_sfs-2014-801. Läst 4 april 2021.
3. ↑  ”16 § 7 kap Aktiebolagslagen 2005:551”. Sveriges riksdag. 2005. https://www.riksdagen.se/sv/dokument-lagar/dokument/svensk-forfattningssamling/aktiebolagslag-2005551_sfs-2005-551. Läst 4 april 2021.
4. ↑  ”15 § 6 kap lagen (2018:672) om ekonomiska föreningar”. Sveriges riksdag. 2018. https://www.riksdagen.se/sv/dokument-lagar/dokument/svensk-forfattningssamling/lag-2018672-om-ekonomiska-foreningar_sfs-2018-672. Läst 4 april 2021.
5. ↑  ”10-15 §§ 9 kap Riksdagsordningen (2014:801)”. Sveriges riksdag. 2014. https://www.riksdagen.se/sv/dokument-lagar/dokument/svensk-forfattningssamling/riksdagsordning-2014801_sfs-2014-801. Läst 4 april 2021.
6. 1 2  ”Vad är en motion och proposition?”. Röda Korsets ungdomsförbund. Arkiverad från originalet den 27 september 2020. https://web.archive.org/web/20200927093921/https://rkuf.se/8-foreningsarsmote/8-3-vad-ar-en-motion-och-proposition/. Läst 4 april 2021.
7. 1 2  ”Equmeniakyrkans stadgar”. Equmeniakyrkan. 2019. https://equmeniakyrkan.se/wp-content/uploads/2019/12/Equmeniakyrkans-stadgar-rev-KyrKo19.pdf. Läst 4 april 2021.  ”§ 7 Motion och fråga i kyrkokonferensen.  [...] 2. Motion skall vara avfattad som förslag med kort och tydlig motivering. Den skall vara kyrkostyrelsen tillhanda minst fyra månader före kyrkokonferensen. Styrelsen skall yttra sig över insända motioner. [...]”
8. ↑  ”2 § 9 kap Riksdagsordningen (2014:801)”. Sveriges riksdag. 2014. https://www.riksdagen.se/sv/dokument-lagar/dokument/svensk-forfattningssamling/riksdagsordning-2014801_sfs-2014-801. Läst 4 april 2021.
9. ↑  ”Constitution de la République française du 4 octobre 1958” (på Franska). République Française. 4 oktober 1958. https://www.assemblee-nationale.fr/connaissance/constitution.asp#titre_3. Läst 4 april 2021.  ”Article 39. L’initiative des lois appartient concurremment au Premier ministre et aux membres du Parlement. Les projets de loi sont délibérés en Conseil des ministres après avis du Conseil d’État et déposés sur le bureau de l’une des deux assemblées. [...] Dans les conditions prévues par la loi, le président d’une assemblée peut soumettre pour avis au Conseil d’État, avant son examen en commission, une proposition de loi déposée par l’un des membres de cette assemblée, sauf si ce dernier s’y oppose.”
10. ↑  ”Grundgesetz für die Bundesrepublik Deutschland, Art. 76 Abs. 1” (på Tyska). Bundesrepublik Deutschland. 23 maj 1949. https://dejure.org/gesetze/GG/76.html. Läst 4 april 2021.  ”Art. 76 (1) Gesetzesvorlagen werden beim Bundestage durch die Bundesregierung, aus der Mitte des Bundestages oder durch den Bundesrat eingebracht.”
11. ↑  ”Skriv en motion”. Scouterna. http://www.scoutservice.se/paverka-scouterna/demokratiskola/skriv-en-motion/. Läst 4 april 2021.  ”Till Scouternas stämma så får alla som är medlemmar i Scouterna får skicka motioner, och därför måste vi kunna kontrollera att du är en medlem. Skriv ditt för- och efternamn samt vilken kår du tillhör (eller om du tillhör en av Scouternas samverkansorganisation) så kommer vi kunna se att du är medlem.”
12. 1 2 3  ”11-12 §§ 9 kap Riksdagsordningen (2014:801)”. Sveriges riksdag. 2014. https://www.riksdagen.se/sv/dokument-lagar/dokument/svensk-forfattningssamling/riksdagsordning-2014801_sfs-2014-801. Läst 4 april 2021.
13. ↑  ”19, 22 §§, 4 kap Kommunallagen (2017:725)”. Sveriges riksdag. 2017. https://www.riksdagen.se/sv/dokument-lagar/dokument/svensk-forfattningssamling/kommunallag-2017725_sfs-2017-725. Läst 4 april 2021.
14. ↑  ”Stadgar för Liberalerna” (pdf). Liberalerna. 2017. sid. 4. Arkiverad från originalet den 24 januari 2022. https://web.archive.org/web/20220124094613/https://www.liberalerna.se/wp-content/uploads/1712-stadgar-1.pdf. Läst 4 april 2021.  ”§ 6 Landsmötet [...] H. Förslag av partistyrelsen och motioner. Medlem, lokal förening och förbund har rätt att enskilt eller i förening lägga fram motion om ändringar i och tillägg till Liberalernas partiprogram och stadgar eller annan fråga som kan behandlas av landsmötet. [...]”
15. ↑  ”Stadgar antagna på Unionens kongress 2019. Med anvisningar och riktlinjer.” (pdf). Unionen. 2019. sid. 5. https://www.unionen.se/sites/default/files/files/3094-3_Stadgar_antagna_kongress_2019_WEBB.pdf. Läst 4 april 2021.  ”§2.2 Medlemmarnas demokratiska rättigheter. Mom 1. Yrkesverksam medlem, egenföretagarmedlem och studerandemedlem har motionsrätt till lokala, regionala och nationella organ [...]”
16. ↑  ”Stadgar för föreningen Svenska Röda Korset” (pdf). Svenska Röda Korset. 1 januari 2020. sid. 9. Arkiverad från originalet den 23 januari 2021. https://web.archive.org/web/20210123072927/https://kunskapsbanken.rodakorset.se/hc/article_attachments/360005162377/Stadgar_att_g_lla_fr_n_2020-01-01.pdf. Läst 4 april 2021.  ”§ 10 Riksstämman [...] Medlemmar, kretsar och Röda Korsets Ungdomsförbund har rätt att avge
motioner. [...]”
17. 1 2  ”Ordbok”. riksdagen.se. Sveriges riksdag. https://riksdagen.se/sv/sa-funkar-riksdagen/ordbok/. Läst 4 april 2021.
18. ↑  ”Private Members' Bills”. UK Parliament. https://www.parliament.uk/site-information/glossary/private-members-bills/?id=32625. Läst 4 april 2021.
19. 1 2 3  ”39 § 4 kap Finlands grundlag”. Finlex. 11 juni 1999. Arkiverad från originalet den 4 april 2016. https://web.archive.org/web/20160404065237/http://www.oikeusministerio.fi/sv/index/julkaisut/Broschyrer/perustuslaki.html#L4P39. Läst 5 april 2021.
20. ↑  ”What are Early day motions?”. UK Parliament. https://www.parliament.uk/about/how/business/edms/. Läst 4 april 2021.
21. ↑  ”15 § 9 kap Riksdagsordningen (2014:801)”. Sveriges riksdag. 2014. https://www.riksdagen.se/sv/dokument-lagar/dokument/svensk-forfattningssamling/riksdagsordning-2014801_sfs-2014-801. Läst 4 april 2021.
22. ↑  ”Riksdagshandlingarna. Det finländska parlamentstrycket.” (på svenska, finska) (pdf). Riksdagsbiblioteket, Finlands riksdag. 2012. sid. 19, 24, 40. https://www.eduskunta.fi/SV/naineduskuntatoimii/kirjasto/aineistot/eduskunta/valtiopaivaasiakirjat-tietopaketti/Documents/Handledning-riksdagshandlingarna.pdf. Läst 5 april 2021.